# Alfonso Negro
Alfonso Negro   (Brooklyn, 5 de juliol de 1915 - Florència, 7 de novembre de 1984) fou un futbolista italià que va competir durant les dècades de 1930 i 1940.
Nascut a Nova York en el sí d'una família italiana, al cap d'uns anys va tornar a Itàlia amb la família. El 1936 va prendre part en els Jocs Olímpics d'Estiu de Berlín, on guanyà la medalla d'or en la competició de futbol.
A nivell de clubs s'inicià a l'Angri, de la Sèrie C, amb 15 anys. També jugà al Catanzaro (1933-1934), de la Serie B, la Fiorentina (1934-1938), de la Serie A, Napoli (1938-1940) i Ercolanese (1942-1952).
Estudià medicina a la Universitat de Florència, on es va graduar el 1940. El mateix any va ser reclutat a l'exèrcit com a oficial mèdic a Grècia, on va organitzar esdeveniments esportius per als soldats al front, com ara el partit entre l'Exèrcit italià i la Wehrmacht a l'Estadi Panathenaic d'Atenes. Després de la guerra va continuar amb la seva professió futbolística juntament amb la de ginecòleg.